# Wolfgang Popp
Wolfgang Popp (Neu-Isenburg, 19 maggio 1959) è un ex tennista tedesco.

## Carriera
In carriera ha vinto un titolo di doppio, l'ATP Firenze nel 1987, in coppia con il connazionale Udo Riglewski. Nei tornei del Grande Slam ha ottenuto il suo miglior risultato raggiungendo il secondo turno nel doppio all'Open di Francia nel 1981 e nel 1982, e a Wimbledon nel 1981.
In Coppa Davis ha giocato un totale di 5 partite, ottenendo 3 vittorie e 2 sconfitte.

## Statistiche

### Doppio

#### Vittorie (1)
| Numero | Anno           | Torneo               | Superficie  | Compagno      | Avversari in finale       | Punteggio |
| 1.     | 24 maggio 1987 | ATP Firenze, Firenze | Terra rossa | Udo Riglewski | Paolo Canè Gianni Ocleppo | 6-4, 6-4  |

#### Finali perse (3)
| Numero | Anno             | Torneo                  | Superficie  | Compagno         | Avversari in finale          | Punteggio |
| 1.     | 25 novembre 1979 | Indian Open, Mumbai     | Terra rossa | Thomas Furst     | Chris Delaney Jim Delaney    | 6-7, 2-6  |
| 2.     | 18 luglio 1982   | Mercedes Cup, Stoccarda | Terra rossa | Andreas Maurer   | Mark Edmondson Brian Teacher | 3-6, 1-6  |
| 3.     | 17 ottobre 1987  | Tel Aviv Open, Tel Aviv | Cemento     | Huub van Boeckel | Gilad Bloom Shahar Perkiss   | 2-6, 4-6  |